# Сансет (Јута)
Сансет (енгл. Sunset) град је у америчкој савезној држави Јута.

## Демографија
По попису из 2010. године број становника је 5.122, што је 82 (-1,6%) становника мање него 2000. године.
| Група             | 2000.         | 2010.         |
| Белци             | 4.284 (82,3%) | 3.987 (77,8%) |
| Афроамериканци    | 81 (1,6%)     | 74 (1,4%)     |
| Азијати           | 143 (2,7%)    | 122 (2,4%)    |
| Хиспаноамериканци | 547 (10,5%)   | 785 (15,3%)   |
| Укупно            | 5.204         | 5.122         |